# WHITE HEAT
「WHITE HEAT」（ホワイト・ヒート）は、yozuca*の6枚目のシングル。2005年2月16日にポニーキャニオンから発売された。

## 概要
前作「Ever After」から2週間後にリリースされた2005年2作目のシングル。表題曲「WHITE HEAT」、および小春野白絹役の福圓美里が歌うカップリングの「3センチメンタル」は、テレビアニメ『UG☆アルティメットガール』の、それぞれオープニングテーマとエンディングテーマとして使用された。
CDジャケットには、小春野白絹がオレンジ一色で描かれている。

## 収録曲
（全編曲：凸（macado））
1. WHITE HEAT [4:04] 
作詞：威成一、作曲：凸（macado）
2. 3センチメンタル [3:44] 
歌：小春野白絹（福圓美里）
作詞・作曲：相澤大（macado）
3. WHITE HEAT（カラオケ）
4. 3センチメンタル（カラオケ）

## タイアップ
| 曲名            | タイアップ                                                |
| --------------- | --------------------------------------------------------- |
| WHITE HEAT      | テレビアニメ『UG☆アルティメットガール』オープニングテーマ |
| 3センチメンタル | テレビアニメ『UG☆アルティメットガール』エンディングテーマ |

## 収録アルバム
| 曲名       | 収録アルバム              |
| ---------- | ------------------------- |
| WHITE HEAT | 『nico.』（2006年8月2日） |